# WFDA世界マーシャルアーツタッグ王座
WFDA世界マーシャルアーツタッグ王座（ダブリュー・エフ・ティー・エーせかいマーシャルアーツタッグおうざ）は、FMWが管理、WFDA（WWA・FMW・DILA・アソシエーション）が認定していた王座。

## 歴史
1991年2月、FMW、WWA、ソビエトの格闘技組織「DILA」が王座認定組織「WFDA」を発足してWFDA世界王座を創設。12月9日、FMW東京ベイNKホール大会で開催された「世界最強総合格闘技タッグリーグ戦」に優勝した大仁田厚&ターザン後藤組が初代王者になった。
1993年、封印。

## 世界最強総合格闘技タッグリーグ戦
ルール
- 決着 : KO、ギブアップ、レフェリーストップ、ドクターストップ。
- 殴打技 : ボクシンググローブ着用の選手はパンチが可能。

日程
- 1991年11月20日 - 12月9日（全17大会）

会場
- 大阪府立体育会館（開幕戦）、東京ベイNKホール（最終戦）、他

出場タッグチーム
- 大仁田厚&ターザン後藤（プロレス） ※優勝
- グリゴリー・ベリチェフ&コバ・クルタニーゼ（柔道） ※準優勝
- ザ・シーク&サブゥー（プロレス）
- ザ・グラジエーター&ビッグ・タイトン（プロレス）
- マーク・スター（英語版）&ホーレス・ボウダー（英語版）（プロレス）
- マーサナリー1号&マーサナリー2号（プロレス）
- レオン・スピンクス&ルーファス・ブラックボーン（ボクシング）
- 上田勝次（英語版）&カリプソ・ジム（キックボクシング）
- 全承文&金俊起（テコンドー）
- サンボ浅子（サンボ）&リッキー・フジ（プロレス）

## 歴代王者
| 歴代  | タッグチーム                        | 獲得日付      | 獲得場所 （対戦相手・その他）                              |
| ----- | ----------------------------------- | ------------- | ---------------------------------------------------------- |
| 初代  | 大仁田厚&ターザン後藤               | 1991年12月9日 | 東京ベイNKホール グリゴリー・ベリチェフ&コバ・クルタニーゼ |
| 第2代 | サブゥー&ホーレス・ボウダー         | 1992年5月7日  | 豊田市運動公園体育館                                       |
| 第3代 | ターザン後藤&グリゴリー・ベリチェフ | 1992年5月24日 | 有明コロシアム 1993年封印                                  |